# Gouramangi Singh
Gouramangi Singh (Imphal, 25 gennaio 1986) è un allenatore di calcio ed ex calciatore indiano, di ruolo difensore. Vice allenatore del FC Goa.

## Carriera
Partecipa alla prima edizione della Indian Super League tra le file del Chennaiyin.
Nel 2015 viene annunciato che parteciperà anche alla seconda edizione della competizione con il Pune City.

## Statistiche

### Cronologia presenze e reti in nazionale
| Cronologia completa delle presenze e delle reti in nazionale ― India | Cronologia completa delle presenze e delle reti in nazionale ― India | Cronologia completa delle presenze e delle reti in nazionale ― India | Cronologia completa delle presenze e delle reti in nazionale ― India | Cronologia completa delle presenze e delle reti in nazionale ― India | Cronologia completa delle presenze e delle reti in nazionale ― India | Cronologia completa delle presenze e delle reti in nazionale ― India | Cronologia completa delle presenze e delle reti in nazionale ― India |
| Data                                                                 | Città                                                                | In casa                                                              | Risultato                                                            | Ospiti                                                               | Competizione                                                         | Reti                                                                 | Note                                                                 |
| -------------------------------------------------------------------- | -------------------------------------------------------------------- | -------------------------------------------------------------------- | -------------------------------------------------------------------- | -------------------------------------------------------------------- | -------------------------------------------------------------------- | -------------------------------------------------------------------- | -------------------------------------------------------------------- |
| 26-8-2009                                                            | Nuova Delhi                                                          | India                                                                | 3 – 1                                                                | Sri Lanka                                                            | Nehru Cup 2009 - 1º turno                                            | 1                                                                    |                                                                      |
| 29-8-2009                                                            | Nuova Delhi                                                          | India                                                                | 0 – 1                                                                | Siria                                                                | Nehru Cup 2009 - 1º turno                                            | -                                                                    |                                                                      |
| 31-8-2009                                                            | Nuova Delhi                                                          | India                                                                | 1 – 1 dts (5 - 4 dtr)                                                | Siria                                                                | Nehru Cup 2009 - Finale                                              | -                                                                    | Vincitore                                                            |
| 10-1-2011                                                            | Doha                                                                 | India                                                                | 0 – 4                                                                | Australia                                                            | Coppa d'Asia 2011 - 1º turno                                         | -                                                                    |                                                                      |
| 14-1-2011                                                            | Doha                                                                 | Bahrein                                                              | 5 – 2                                                                | India                                                                | Coppa d'Asia 2011 - 1º turno                                         | 1                                                                    |                                                                      |
| 18-1-2011                                                            | Doha                                                                 | Corea del Sud                                                        | 4 – 1                                                                | India                                                                | Coppa d'Asia 2011 - 1º turno                                         | -                                                                    |                                                                      |
| 21-3-2011                                                            | Kuala Lumpur                                                         | India                                                                | 0 – 2                                                                | Taipei cinese                                                        | AFC Challenge Cup 2011 - 1º turno                                    | -                                                                    |                                                                      |
| 23-3-2011                                                            | Kuala Lumpur                                                         | Pakistan                                                             | 1 – 3                                                                | India                                                                | AFC Challenge Cup 2011 - 1º turno                                    | -                                                                    |                                                                      |
| 28-7-2011                                                            | Nuova Delhi                                                          | India                                                                | 2 – 2                                                                | Emirati Arabi Uniti                                                  | Qual. Mondiali 2014                                                  | 1                                                                    |                                                                      |
| 25-8-2011                                                            | Providence                                                           | Guyana                                                               | 2 – 1                                                                | India                                                                | Amichevole                                                           | -                                                                    |                                                                      |
| 27-2-2012                                                            | Dubai                                                                | Azerbaigian                                                          | 3 – 0                                                                | India                                                                | Amichevole                                                           | -                                                                    |                                                                      |
| 9-3-2012                                                             | Kathmandu                                                            | India                                                                | 0 – 2                                                                | Tagikistan                                                           | AFC Challenge Cup 2012 - 1º turno                                    | -                                                                    |                                                                      |
| 11-3-2012                                                            | Kathmandu                                                            | Filippine                                                            | 2 – 0                                                                | India                                                                | AFC Challenge Cup 2012 - 1º turno                                    | -                                                                    |                                                                      |
| 13-3-2012                                                            | Kathmandu                                                            | Corea del Nord                                                       | 4 – 0                                                                | India                                                                | AFC Challenge Cup 2012 - 1º turno                                    | -                                                                    |                                                                      |
| 22-8-2012                                                            | Nuova Delhi                                                          | India                                                                | 2 – 1                                                                | Siria                                                                | Nehru Cup 2012 - 1º turno                                            | -                                                                    |                                                                      |
| 25-8-2012                                                            | Nuova Delhi                                                          | India                                                                | 3 – 0                                                                | Maldive                                                              | Nehru Cup 2012 - 1º turno                                            | -                                                                    |                                                                      |
| 28-8-2012                                                            | Nuova Delhi                                                          | India                                                                | 0 – 0                                                                | Nepal                                                                | Nehru Cup 2012 - 1º turno                                            | -                                                                    |                                                                      |
| 31-8-2012                                                            | Nuova Delhi                                                          | India                                                                | 0 – 1                                                                | Camerun                                                              | Nehru Cup 2012 - 1º turno                                            | -                                                                    |                                                                      |
| 2-9-2012                                                             | Nuova Delhi                                                          | Camerun                                                              | 2 – 2 dts (4 - 5 dtr)                                                | India                                                                | Nehru Cup 2012 - Finale                                              | 1                                                                    |                                                                      |
| 6-2-2013                                                             | Kochi                                                                | India                                                                | 2 – 4                                                                | Palestina                                                            | Amichevole                                                           | -                                                                    |                                                                      |
| 2-3-2013                                                             | Yangon                                                               | India                                                                | 2 – 1                                                                | Taipei cinese                                                        | AFC Challenge Cup 2013 - 1º turno                                    | -                                                                    |                                                                      |
| 4-3-2013                                                             | Yangon                                                               | Guam                                                                 | 0 – 4                                                                | India                                                                | AFC Challenge Cup 2013 - 1º turno                                    | -                                                                    |                                                                      |
| 6-3-2013                                                             | Yangon                                                               | Birmania                                                             | 1 – 0                                                                | India                                                                | AFC Challenge Cup 2013 - 1º turno                                    | -                                                                    | 69’                                                                  |
| 14-8-2013                                                            | Khujand                                                              | Tagikistan                                                           | 3 – 0                                                                | India                                                                | Amichevole                                                           | -                                                                    |                                                                      |
| 1-9-2013                                                             | Kathmandu                                                            | India                                                                | 1 – 0                                                                | Pakistan                                                             | SAFF Championship 2013 - 1º turno                                    | -                                                                    |                                                                      |
| 3-9-2013                                                             | Kathmandu                                                            | Bangladesh                                                           | 1 – 1                                                                | India                                                                | SAFF Championship 2013 - 1º turno                                    | -                                                                    |                                                                      |
| 5-9-2013                                                             | Kathmandu                                                            | India                                                                | 1 – 2                                                                | Nepal                                                                | SAFF Championship 2013 - 1º turno                                    | -                                                                    |                                                                      |
| 9-9-2013                                                             | Kathmandu                                                            | Maldive                                                              | 0 – 1                                                                | India                                                                | SAFF Championship 2013 - Semifinale                                  | -                                                                    | 51’                                                                  |
| 11-9-2013                                                            | Kathmandu                                                            | Afghanistan                                                          | 2 – 0                                                                | India                                                                | SAFF Championship 2013 - Finale                                      | -                                                                    |                                                                      |
| Totale                                                               |                                                                      | Presenze                                                             | 29                                                                   |                                                                      | Reti                                                                 | 4                                                                    |                                                                      |

## Palmarès

### Giocatore

#### Club
- I-League: 2008/09

#### Nazionale
- SAFF: 2005; 2011
- Nehru Cup: 2007; 2009
- AFC Challenge Cup:2008

##### Competizioni nazionali
- Coppa della Federazione indiana: 1

Salgaocar: 2011

### Allenatore
- Bandodkar Trophy: 1

FC Goa: 2024